# Región Este
La región Este es una de las 13 regiones administrativas de Burkina Faso. Creada el 2 de julio de 2001, cuenta con una población  de 1 212 284 habitantes (2006). Su chef-lieu es Fada N'gourma

## Localización
Se ubica en el este del país y tiene los siguientes límites:
| Noroeste: Región Centro-Norte    | Norte: Región del Sahel             | Noreste: Región de Tillabéri, Níger     |
| Oeste: Región Centro-Este        |                                     | Este: Región de Tillabéri, Níger        |
| Suroeste: Región de Sabana, Togo | Sur: Departamento de Atakora, Benín | Sureste: Departamento de Alibori, Benín |

## Subdivisiones
Cinco provincias constituyen la región:
- Provincia de Gnagna (chef-lieu: Bogandé)
- Provincia de Gourma (chef-lieu: Fada N'Gourma)
- Provincia de Komondjari (chef-lieu: Gayéri)
- Provincia de Kompienga (chef-lieu: Pama)
- Provincia de Tapoa (chef-lieu: Diapaga)